# Pablo Sánchez Infantes
Pablo Sánchez Infantes (nacido el 18 de octubre de 2002 en Linares, España) es un jugador de baloncesto español. Con un metro y noventa y dos centímetros de altura, puede ocupar las posiciones de base y escolta.

## Trayectoria
Es hijo de Carlos Sánchez y Mar Infantes, exjugadores de baloncesto. Se formó en las categorías inferiores de CAB Linares, donde estuvo dos temporadas antes de enrolarse en la cantera de Unicaja Málaga en 2016.
El 27 de octubre de 2018 debuta en Liga ACB con el Unicaja Málaga, en una victoria frente al Tecnyconta Zaragoza por 98 a 82. El canterano disputó algo más de dos minutos de juego: de esta manera, con una edad de 5.853 días, Pablo Sánchez entró en la historia de la Liga Endesa como el cuarto jugador más joven en disputar la competición. Por delante de él solo están Ricky Rubio (5.473 días), Ángel Rebolo (5.578) y Carlos Alocén (5.783). En esta temporada 2018/19 también participa en tres encuentros de Eurocup y forma parte del equipo filial de Liga EBA, situación que repite en la campaña 2019/20, en la que salta a la pista en dos encuentros de ACB y otros dos de Eurocup. 
En la temporada 2020/21 disputa un total de 6 encuentros de la máxima categoría y tres de Eurocup con Unicaja Málaga, alternando sus convocatorias en la primera plantilla con la participación en el equipo vinculado de Liga LEB Plata, el CB Marbella. Con este último disputa 15 partidos, en los que logra promediar 8.2 puntos y 1.9 asistencias en algo más de 20 minutos.  
Tras iniciar la temporada 2021/22 sin disponer de demasiadas opciones en el primer equipo, el 24 de diciembre de 2021 es nuevamente cedido, en esta ocasión al Club Melilla Baloncesto de Liga LEB Oro. Participó en 15 encuentros en los que promedió 12 minutos, 2.7 puntos y 1.5 asistencias.
El 15 de agosto de 2022 se anuncia su cesión al Cáceres Patrimonio de la Humanidad, también de LEB Oro, para disputar la temporada 2022/23, la cual completa con promedios de 5.1 puntos y 1.4 asistencias en casi 15 minutos y recibiendo el premio de los aficionados al mejor jugador de la temporada.
Tras desvincularse definitivamente del Unicaja Málaga, en la temporada 2023/24 firmó nuevamente con el Cáceres Patrimonio de la Humanidad, aunque únicamente pudo disputar un encuentro debido a una grave lesión.
En la temporada 2024/25 disputa la liga Segunda FEB con el Albacete Basket promediando 14 puntos, 2,2 asistencias, 4,5 faltas recibidas y 13,7 de valoración en 28 minutos, convirtiéndose en uno de los jugadores referencia del equipo manchego.
El 4 de julio de 2025 se anuncia su incorporación al Coto Córdoba CB para la temporada 2025/26, con el objetivo de disputar la liga Segunda FEB, en el segundo proyecto del cuadro califal en la categoría de bronce del baloncesto español.

## Selección nacional
Es internacional con la selección nacional de España Sub-16, con la que obtuvo la medalla de plata en el Campeonato de Europa Sub-16 de 2018 disputado en Novi Sad (Serbia).

## Palmarés y títulos
- 2016. Máximo anotador Campeonato de España Infantil.
- 2018. España. Europeo Sub-16, en Novi Sad (Serbia). Plata